# Racket (film, 1951)
Pour les articles homonymes, voir Racket (homonymie).
Pour plus de détails, voir Fiche technique et Distribution.
Racket (The Racket) est un film américain réalisé par John Cromwell avec l'aide de Nicholas Ray, Tay Garnett, Sherman Todd et Mel Ferrer, sorti en 1951, avec Robert Mitchum, Lizabeth Scott, Robert Ryan, William Talman, Ray Collins et William Conrad dans les rôles principaux. Il s'agit d'un remake du film policier The Racket de Lewis Milestone sorti en 1928, lui-même adapté de la pièce de théâtre éponyme du dramaturge américain Bartlett Cormack (en) écrite en 1927.

## Synopsis
Quelque part aux États-Unis, Nick Scanlon (Robert Ryan) dirige la pègre locale d'une ville de moyenne importance. Un puissant syndicat du crime arrive en ville pour soumettre Scanlon et ses hommes, mais ce dernier refuse. Scanlon doit en plus faire face à Tom McQuigg (Robert Mitchum) et Bob Johnson (William Talman), deux policiers honnêtes qui souhaitent faire disparaître la corruption de la ville. La police parvient à convaincre une jeune chanteuse de boîte de nuit, Irene Hayes (Lizabeth Scott), de témoigner contre Scanlon, ce qui la place désormais en danger de mort.

## Fiche technique
- Titre français : Racket[1]
- Titre original : The Racket
- Réalisation : John Cromwell avec l'aide de Nicholas Ray, Tay Garnett, Sherman Todd et Mel Ferrer
- Scénario : William Wister Haines (en) et W. R. Burnett d'après la pièce de théâtre éponyme de Bartlett Cormack (en)
- Photographie : George E. Diskant
- Montage : Sherman Todd
- Musique : Paul Sawtell
- Direction artistique : Albert S. D'Agostino et Jack Okey
- Décors : Darrell Silvera et William Stevens
- Production : Edmund Grainger
- Société de production : RKO Pictures
- Pays de production :  États-Unis
- Langue originale : anglais
- Genre : Film policier, film noir
- Durée : 88 minutes
- Dates de sortie :
  - États-Unis : 9 novembre 1951
  - France : 13 juin 1952

## Distribution
- Robert Mitchum : capitaine Thomas McQuigg
- Lizabeth Scott : Irene Hayes
- Robert Ryan : Nick Scanlon
- William Talman : officer Bob Johnson
- Ray Collins : district attorney Mortimer X. Welch
- Joyce MacKenzie (en) : Mary McQuigg
- Robert Hutton : Dave Ames
- Virginia Huston : Lucy Johnson
- William Conrad : sergent détective Turk
- Walter Sande : sergent Jim Delaney
- Les Tremayne : Harry Craig, enquêteur
- Don Porter : R.G. Connolly
- Walter Baldwin : sergent Sullivan
- Brett King (en) : Joe Scanlon
- Richard Karlan : Breeze Enright
- Tito Vuolo : Tony, le barbier
- Gregg Barton (en)
- Don Beddoe
- Robert Bice
- Matthew Boulton
- Howland Chamberlain
- Don Dillaway
- Pat Flaherty
- William Forrest
- Hazel Keener
- Harry Lauter
- Frank Marlowe (en)
- Philo McCullough
- Eddie Parker (en)
- Howard Petrie
- Walter Reed
- Richard Reeves
- George Sherwood
- Milburn Stone
- Herb Vigran
- Max Wagner (en)

## Autour du film
- Il s'agit d'un remake du film policier The Racket de Lewis Milestone sortit en 1928, lui-même adapté de la pièce de théâtre éponyme du dramaturge américain Bartlett Cormack (en) écrite en 1927.